# Paproć drzewiasta

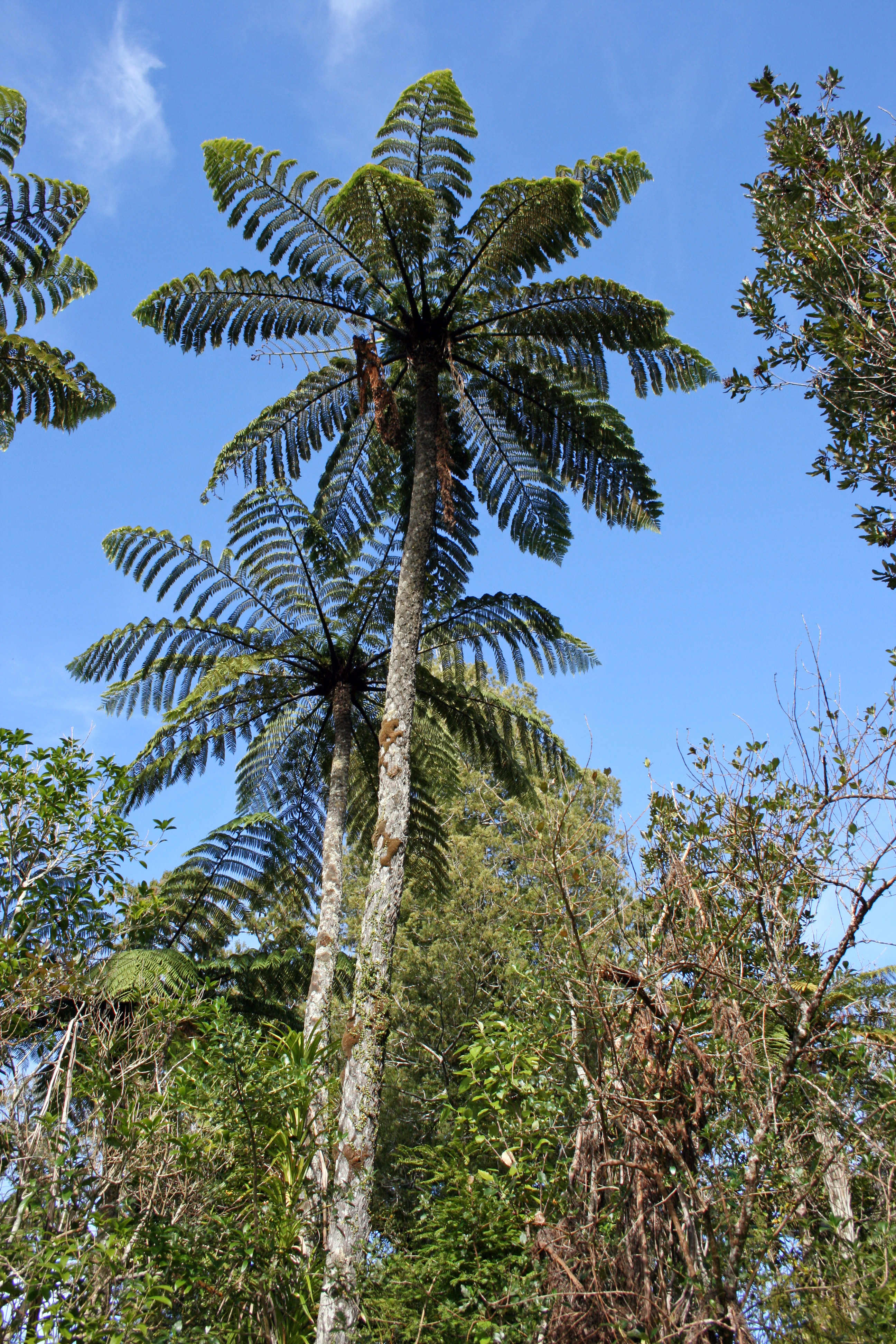
Nowozelandzka paproć Cyathea medullaris

Paprocie drzewiaste – paprocie wykształcające pień, który u współczesnych roślin osiąga do 20 m (rzadko nawet do 25 m) wysokości i 0,5 m średnicy. Pień jest zwykle nierozgałęziony lub słabo rozgałęzia się na szczycie, w każdym wypadku zakończony jest pióropuszem pierzasto podzielonych liści, co przypomina pokrojem kłodzinę palm. W odróżnieniu jednak od pnia palm i innych roślin nasiennych jest on nie tylko zdrewniałą łodygą, lecz pionowo rosnącym kłączem, nierzadko okrytym gęstymi korzeniami przybyszowymi.
Paprocie drzewiaste były obecne w okresie karbonu i permu, przy czym dominowały wówczas paprocie strzelichowe (Marattiopsida), np. dorastająca do 10 m wysokości Asterotheca arborescens oraz Megaphyton. Później, w okresie triasu pojawiły się drzewiaste paprocie z rzędu olbrzymkowców (Cyatheales), których liczni przedstawiciele także w czasach współczesnych wykształcają pionowo rosnące kłącza. Do tego też rzędu należą wszystkie współczesne paprocie drzewiaste przekraczające 1,5 m wysokości. Paprocie o wzniesionym kłączu występują także u przedstawicieli innych rzędów (długoszowców Osmundales i paprotkowców Polypodiales), jednak są to rośliny rzadko przekraczające 1 m wysokości.
Największe rozmiary osiągają paprocie z rodziny olbrzymkowatych (Cyatheaceae) – nowozelandzka paproć Cyathea medullaris. Nieco niższe są gatunki diksoniowatych (Dicksoniaceae). Przedstawicielką tej rodziny jest Dicksonia antarctica uprawiana w Europie środkowej jako roślina doniczkowa.